# Останній день матріархату
«Останній день матріархату» («Апошні дзень матрыярхату») — радянський дитячий телефільм 1987 року, знятий режисером Сергієм Карбовським на Білоруському телебаченні.

## Сюжет
Екранізація однойменної повісті білоруського дитячого письменника Володимира Машкова.

## У ролях
- Женя Громико — Кирило Романовський, староста класу, найкращий учень
- Наталія Осовська — Наталка, новенька в класі
- Сергій Панфілов — Саня, друг і однокласник Кирила, затятий футболіст
- Леонід Улащенко — Борис Петрович Романовський, батько Кирила, театральний критик, телеведучий
- Тамара Пузіновська — мати Кирила, вчений, біолог
- Алла Мацюкевич — Глафіра Олексіївна, пенсіонерка, тренер з футболу дитячої дворової команди
- Анатолій Жук — батько Наташи
- Галина Кухальська — Галина Костянтинівна, мати Наташі, бібліотекар
- Тамара Ніколаєва-Опіок — Єлизавета Петрівна, директор школи
- Алла Довга — Калерія Василівна, класна керівниця
- Маргарита Громова — вчителька
- Катерина Довнар — вчителька
- Тамара Глазкова — вчителька
- Зінаїда Броварська — Марина Миколаївна, режисер телебачення
- Лариса Горцава — капітан міліції, інспектор дитячої кімнати міліції
- Галя Молчан — школярка
- Віка Вальчак — школярка
- Катя Міщанчук — школярка
- Олена Носова — школярка
- Сергій Карбовський — Сергій Красовський, помічник Марини Миколаївни

## Знімальна група
- Режисер — Сергій Карбовський
- Сценарист — Сергій Карбовський
- Оператор — Андрій Курач
- Художник — Вілорій Козлов